# Sun Ra
Le Sony'r Ra, mer känd som  Sun Ra, född Herman Poole Blount 22 maj 1914, död 30 maj 1993, var en amerikansk jazzkompositör, bandledare, piano- och synthesizerspelare samt poet känd för sin experimentella musik, "kosmiska" filosofi, intensiva arbetsetik och sina fantasifulla uppträdanden. Under lång tid av sin karriär ledde Sun Ra "The Arkestra", en ensemble med ett ofta förändrat namn och flexibelt medlemsdeltagande.
Född i Birmingham, Alabama blev Blount  involverad i Chicagos jazzscen sent under 1940-talet. Det dröjde inte länge förrän han gav upp sitt födelsenamn och tog namnet Le Sony'r Ra, förkortat Sun Ra (efter Ra, den egyptiska solguden). Under påståendet att vara en utomjording från Saturnus på ett uppdrag att predika om fred, skapade han tidigare ett mystiskt alter ego och en sällan skådad filosofi, vilket gör honom till en av pionjärerna till Afrofuturism. Genom hela sitt liv förnekade han sin tidigare identitet med att svara: "Alla namn jag använder utöver Ra är pseudonymer." Hans ekletiska och avant-garde-musik har sänt vågor i hela jazzhistorien, från ragtime och tidig Dixielandjazz till swing, bebop, frijazz och fusion. Hans kompositioner varierade från keyboard-solon till stora band bestående av mer än 30 musiker, samt även elektroniska utflykter, sånger, ramsor, slagverks-verk och hymner.
Från mitten av 1950-talet fram till sin död ledde Sun Ra musikollektivet The Arkestra (vilket inkluderade artister som Marshall Allen, John Gilmore och June Tyson genom dess många förkroppsligganden). Deras framträdanden inkluderade ofta dansare och musikanter iklädda abnorma futuristiska kläder inspirerade av forntida Egyptens klädsel samt rymdåldern. Efter Sun Ra:s avhopp från bandet på grund av sjukdom 1992, fortsatte bandet att vara aktivt, känt som The Sun Ra Arkestra under ledarskap av veteran-Sun Ra-musikanten Marshall Allen

Även om hans framgång var blygsam, var Sun Ra en flitig kompositör och liveartist, och fortsatte att influera musikvärlden med sin musik och personlighet. Han räknas till eftervärlden som en innovatör; bland hans utmärkelser är hans banbrytande verk i fri improvisationsmusik och modaljazz och hans tidiga anammande av elektroniska keyboards och synthesizers. Under sin karriär spelade han in dussintals singlar och över hundra fullängdsalbum, innehållande långt över 1 000 låtar, vilket gör honom till en av 1900-talets mest produktiva musiker 

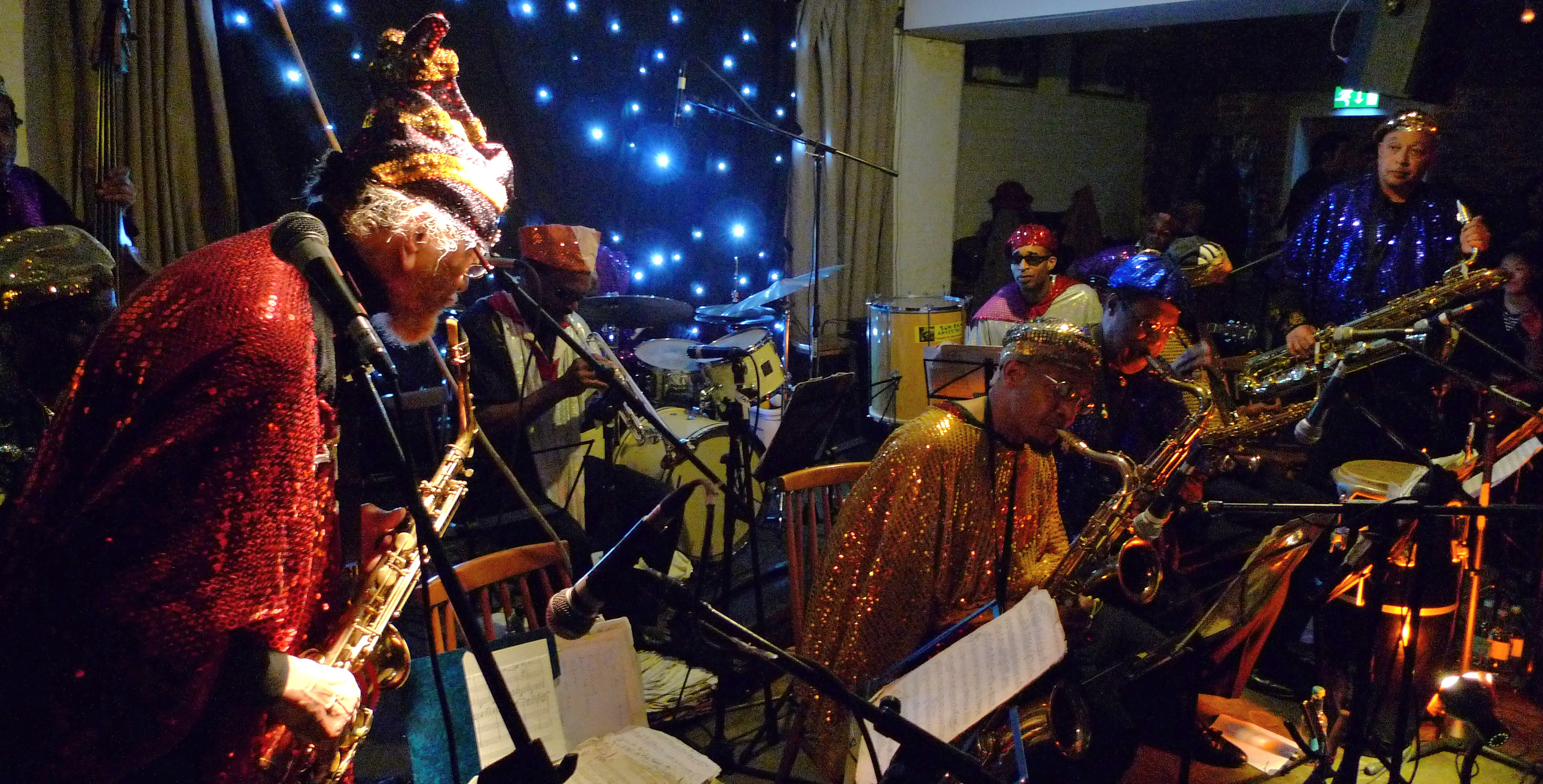
The Sun Ra Arkestra i London 2010.

Sun Ra har varit ledare för följande jazzband:
- Sun Ra Arkestra
- Sun Ra Omniverse Arkestra
- Sun Ra & His Cosmo Discipline Arkestra
- Sun Ra & the Astro Infinity Arkestra
- Sun Ra & the Year 2000 Myth Science Arkestra
- Sun Ra & His Solar Myth Arkestra
- Sun Ra Quartet
- Sun Ra & Intergalactic Space Research Arkestra
- Sun Ra & His Intergalaxtic Arkestra